# Vibeke Larsen
Vibeke Larsen, född 15 juni 1971 i 
Vassdalen är en norsk samisk politiker som är partiledare för Nordkalottfolket sedan 2024.
Larsen valdes in i det norska Sametinget år 2004 som ersättare för Per Solli och som ordinarie ledamot år 2005. Hon har varit ledamot för Arbeiderpartiet i tre perioder och medlem av Sametingsrådet 2007–2013. I december 2016 utsågs hon till sametingspresident.
Larsen lämnade arbeiderpartiet inför valet år 2017 men satt kvar i Sametinget. Inför sametingsvalet bildade hon partiet Šiella som ställde upp i sex valkretsar men inte valdes in.
År 2020 blev Vibeke Larsen medlem av  partiet Nordkalottfolket och året efter valdes hon åter in i Sametinget. I januari 2024 blev hon ny partiledare för Nordkalottfolket.